# Braunsapis draconis
Braunsapis draconis är en biart som beskrevs av Michener 1971. Braunsapis draconis ingår i släktet Braunsapis och familjen långtungebin. Inga underarter finns listade.